# Esprit Requien
Esprit Requien fue un naturalista francés ( * 6 de mayo de 1788 , Aviñón - 30 de mayo de 1851 , Bonifacio ). Eminente botánico, paleontólogo, micólogo, pteridólogo y malacólogo, fue uno de los más célebres naturalistas del siglo XIX y sin duda el más ilustre de los sabios aviñonences.
Hijo de un teñidor con su taller en la calle de l'Ombre (hoy calle Cassan), donde Esprit pasa la mayor parte de su vida. Se consagrará muy profundamente a la Botánica, realizando el primer inventario botánico de Córcega y constituyendo un herbario que adquiere rápidamente renombre internacional. Considerado el quinto de Francia, hoy sigue siendo una referencia incontrastable. 
Precursor de la Fitosociología, Requien describe la vegetación del Mont Ventoux y se ocupa muy activamente del Jardín botánico. Descubre numerosos taxones, constituyendo una importante colección de referencia, que legará en 1840 a la Administración del Museo Calvet : un herbario con una riqueza de 300.000 muestras y un gran número de fósiles, cristales, animales embalsamados, así como de especímenes recolectados con Jean-Henri Fabre (1823-1915), que sería curador del museo de 1866 a 1873. De sus donaciones nacerá el Museo de Historia natural de Aviñón, que lleva en su honor, su nombre y que se instalaría, después de 1940, en el hotel de Raphélis de Soissans (del siglo XVIII), calle Joseph Vernet. 
Como su amigo Jean Henri Fabre, Esprit Requien fue ecléctico, y se interesó en la casi totalidad del mundo de las Ciencias, notablemente en la Paleontología y en la Malacología, con las cuales reunió ricas colecciones.
Nombrado inspector de monumentos históricos, se opuso, con su amigo Prosper Mérimée, a la destrucción de casonas de Aviñón.
Se encuentra sepultado en el "Cementerio de Saint-Véran" de Aviñón.
- La abreviatura «Req.» se emplea para indicar a Esprit Requien como autoridad en la descripción y clasificación científica de los vegetales.[1]